# Tugaloo
Koordinaten: 34° 37′ N, 83° 14′ W
Tugaloo war ein Dorf der amerikanischen Ureinwohner von Stamm der Cherokee am Ufer des Tugaloo River an der Mündung des Toccoa Creek, unweit des heutigen Toccoa im Bundesstaat Georgia im Südosten der Vereinigten Staaten. Der indianische Ort lag sehr nahe am historischen Gasthaus Travelers Rest, das heute unter Denkmalschutz steht.
Der ursprüngliche indianische Name des Ortes war Dugiluyi, was zu Dugilu abgekürzt wurde. In der englischen Sprache der Siedler wurde der Name Tugaloo, Toogelah, Toogoola oder ähnlich geschrieben. Die Bedeutung des Wortes in der Sprache der Cherokee ist unklar, aber nach dem Forscher Mooney scheint es sich "auf einen Ort am Zusammenfluss zweier Flüsse zu beziehen".
Tugaloo war eines der „unteren Dörfer“ der Cherokee, der Hauptort des Stammes war Keowee. Die Begriffe „Untere Dörfer“ und „Untere Cherokee“ wurden von den englischen Kolonisten verwendet, um die Cherokee zu beschreiben, die am Keowee River, Tugaloo River und anderen Quellflüssen des Savannah River lebten. Allgemein entspricht der Begriff auch der Ausdehnung des östlichen Dialekts der Cherokee-Sprache, eine Sprache die von jenen Indianer gesprochen worden, die von den Engländern als untere Cherokee bezeichnet wurden.
Heute wird der Tugaloo River durch den Hartwell Dam aufgestaut und der Lake Hartwell überdeckt den ehemaligen Siedlungsplatz der Cherokee.